# Sterva
Sterva is een historisch merk van scooters.
Ets. Motos-Scooters Sterva, Paris (1953-1956).
Frans merk dat lichte 98- en 123 cc scooters met Sabb-tweetaktmotoren maakte.